# Willi Orban
Willi Thomas Orbán (* 3. November 1992 in Kaiserslautern als Vilmos Tamás Orbán, in ungarischen Medien meist Orbán Willi genannt) ist ein deutsch-ungarischer Fußballspieler. Er wird hauptsächlich in der Innenverteidigung eingesetzt. Orban steht bei RB Leipzig unter Vertrag, war für die deutsche U21 aktiv und spielt seit Herbst 2018 für die A-Nationalmannschaft Ungarns.

## Karriere

### Vereine

#### Anfänge in Kaiserslautern

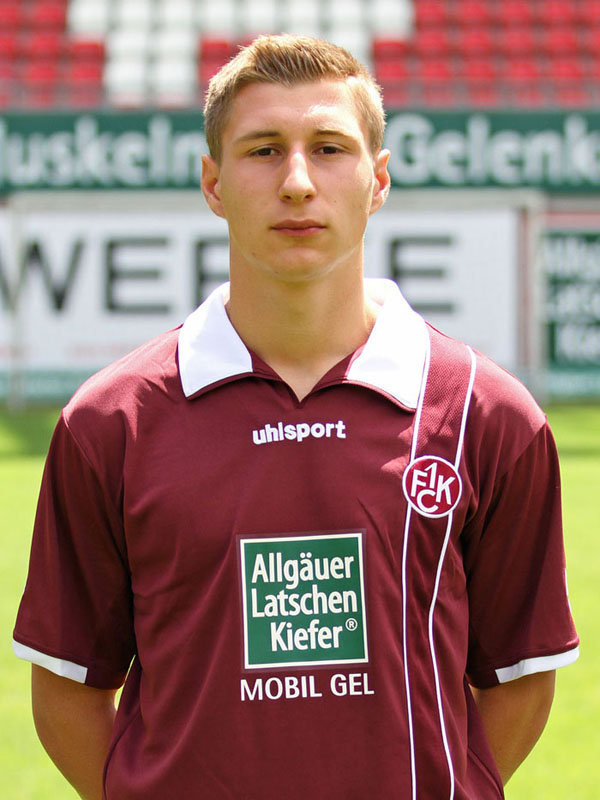
Orban als Spieler von Kaiserslautern (2011)

Der Sohn eines Ungarn und einer Mutter mit polnischen Wurzeln wuchs in seiner Geburtsstadt Kaiserslautern auf und begann mit vier Jahren beim 1. FC Kaiserslautern mit dem Vereinsfußball. Er durchlief sämtliche Jugendmannschaften des Vereins und wurde 2011 mit der U19 Staffelmeister der A-Junioren-Bundesliga Süd/Südwest. Anschließend gelangte das Team um Orban und Mitspieler wie Julian Derstroff, Dominique Heintz, Philipp Klement oder Jean Zimmer bis ins Meisterschaftsendspiel, unterlag jedoch dem VfL Wolfsburg. Nebenbei absolvierte Orban am Heinrich-Heine-Gymnasium, einer Eliteschule des Fußballs, seine Abiturprüfungen.
Zur Saison 2011/12 erhielt der Verteidiger beim FCK einen Lizenzspielervertrag und wurde in den Kader der Bundesligamannschaft aufgenommen. Am 4. Spieltag der Saison 2011/12, beim 0:3 gegen den FC Bayern München, gab er sein Profidebüt, als er in der 87. Spielminute für Thanos Petsos eingewechselt wurde. Es folgte ein weiterer Einsatz über die volle Spielzeit auf der rechten defensiven Außenbahn, ansonsten sammelte er Spielpraxis in der Regionalliga West; am Saisonende musste die erste Mannschaft in die zweite Liga absteigen. In der Endphase der Folgesaison rückte Orban für Markus Karl ins defensive Mittelfeld, wo er fortan mit Ariel Borysiuk eine „Doppelsechs“ bildete. Das Team hatte bis zum Ende um den Wiederaufstieg mitgespielt, erreichte dann im Frühjahr 2013 die Relegation, welche aber die TSG 1899 Hoffenheim für sich entschied.
In der Sommervorbereitung 2013 konnte Orban von einer Verletzung des Kapitäns Marc Torrejón profitieren und sich als Partner seines ehemaligen Mitspielers aus der Jugend, Dominique Heintz, als Stammspieler in der Innenverteidigung etablieren. Nach Torrejóns Rückkehr rückte Orban auch einige Male nach vorne ins defensive Mittelfeld, wurde diesem aber später wieder zur Seite gestellt, nachdem Heintz wie auch Jan Šimůnek nur noch Einwechselspieler gewesen waren. Nach dem Wechsel von Torrejóns Nachfolger im Kapitänsamt, Srđan Lakić, bekleidete der Verteidiger dieses Amt bis zum Ende der Spielzeit 2014/15. Zum zweiten Mal in Folge war Kaiserslautern als Tabellenvierter knapp am Wiederaufstieg gescheitert und befand sich erneut in puncto Gegentreffer in den Top 5 der Liga; Orban hatte mit dem wieder in die Stammbesetzung zurückgekehrten Heintz daran einen entscheidenden Anteil.

#### RB Leipzig
Zur Zweitligasaison 2015/16 nutzte Orban eine Ausstiegsklausel aus seinem noch bis Juni 2016 gültigen Vertrag und wechselte zum Ligakonkurrenten RB Leipzig. Dort harmonierte der Pfälzer rasch mit Marvin Compper sowie den Außenverteidigern Marcel Halstenberg und Lukas Klostermann. Das Team musste die wenigsten Gegentore hinnehmen und konnte im Frühjahr 2016 den ersten Bundesligaaufstieg der noch jungen Vereinsgeschichte feiern. Nach dem Aufstieg vertrat Orban den Spielführer Dominik Kaiser über weite Strecken, nachdem der Mittelfeldspieler seinen Stammplatz verloren hatte. Auch im Oberhaus behielt Orban seinen Stammplatz und qualifizierte sich mit dem Aufsteiger als Vizemeister für die UEFA Champions League. Dort kam er in allen sechs Spielen zum Einsatz (ein Tor) und schied mit seinem Verein als Gruppendritter aus; in der UEFA Europa League spielte Orban, der von Trainer Ralph Hasenhüttl inzwischen zum Mannschaftskapitän ernannt worden war, in drei Partien und schied mit den Leipzigern im Viertelfinale gegen den späteren Finalisten Olympique Marseille aus. In der Liga wurde Leipzig Tabellensechster und spielte in der Folgesaison somit in der Europa League, wo man nach der Gruppenphase ausschied. Dabei kam Orban in fünf von sechs Gruppenspielen zum Einsatz.
Nachdem RB Leipzig zum Saisonende den dritten Platz belegt hatte, folgte die Rückkehr in die „Königsklasse“. Dort erreichte RB Leipzig das Halbfinale und schied gegen Paris Saint-Germain aus. Auch wegen einer Arthroskopie kam der Verteidiger nicht in jedem Spiel zum Einsatz und absolvierte lediglich drei Spiele im Wettbewerb. In der Liga wurde RB Leipzig wie im vorangegangenen Jahr Dritter. Die Saison 2020/21 war das sechste Jahr des gebürtigen Kaiserslauterers beim zum Red-Bull-Konzern gehörenden Fußballverein. Dabei war er als Innenverteidiger trotz der Nachwirkungen seiner Verletzung aus der Vorsaison größtenteils gesetzt. Er stand in 25 von 29 Bundesligaspielen in der Anfangself und war mit RB Leipzig in der ganzen Saison nie schlechter als Rang vier platziert. Mit den Roten Bullen erreichte Willi Orban zudem zum zweiten Mal nach 2019 das Finale im DFB-Pokal und erneut gab es eine Endspielniederlage, nun gegen Borussia Dortmund. Orban wurde am Ende der Spielzeit von den Leipziger Fans zum „Spieler der Saison“ gewählt und in der Rangliste des deutschen Fußballs als drittbester Innenverteidiger der Bundesliga geführt.
Zur Spielzeit 2023/24 übernahm Orban erneut das Kapitänsamt in Leipzig.
Sein Vertrag in Leipzig läuft bis Juni 2027.

### Nationalmannschaft
Orban absolvierte zwei Spiele für die deutsche U21-Nationalmannschaft. Anfang Oktober 2018 entschied er sich dafür, künftig für die ungarische Nationalmannschaft zu spielen. Sein Debüt gab er am 12. Oktober 2018 im Nations-League-Spiel gegen Griechenland in der Startelf. In der Nations-League-Begegnung gegen Estland (2:0) am 15. November 2018 erzielte er sein erstes Tor im Nationaltrikot.
Zur Fußball-Europameisterschaft 2021 wurde er in den ungarischen Kader berufen, kam aber mit diesem nicht über die Gruppenphase hinaus.
Im Mai 2024 wurde er von Marco Rossi in den Ungarischen Kader für die Fußball-Europameisterschaft 2024 berufen.

## Erfolge
RB Leipzig
- Aufstieg in die Bundesliga: 2016
- Deutscher Vizemeister: 2017 und 2021
- DFB-Pokal-Sieger: 2022, 2023
- DFL-Supercup-Sieger: 2023

## Privates
Willi Orban unterstützt seit 2022 – als erster Ungar – die Initiative Common Goal.